# Elling (film)
Elling – norweski film tragikomiczny nakręcony w 2001 roku przez Petera Næssa; adaptacja powieści Ingvara Ambjørnsena. Film został nominowany do Oscara, zdobył też nagrodę publiczności Warszawskiego Międzynarodowego Festiwalu Filmowego.

## Opis fabuły
Elling i Kjell Bjarne to para najlepszych przyjaciół z zakładu dla osób upośledzonych. Skrajnie neurotyczny Elling boi się podnieść słuchawkę telefoniczną czy wyjść na ulicę, ale za to dużo mówi i ma bardzo wyraziste poglądy polityczne. Jego kolega Kjell Bjarne to prostoduszny osiłek, typ niespełnionego erotomana. Pewnego dnia otrzymują mieszkanie socjalne w Oslo i bardzo trudne dla nich zadanie: mają nauczyć się samodzielnego życia. 

## Obsada
- Per Christian Ellefsen − Elling
- Sven Nordin − Kjell Bjarne
- Marit Pia Jacobsen − Reidun Nordsletten
- Jørgen Langhelle − Frank Åsli
- Per Christensen − Alfons Jørgensen

## Powiązania
Film, stanowiący ekranizację książki Ingvara Ambjørnsena Brødre i blodet, bezpośrednio oparty jest na przedstawieniu Elling i Kjell Bjarne, przygotowanym przez tego samego reżysera i dwóch głównych aktorów, a wystawianym w latach 1999-2000 na scenie Nowego Teatru w Oslo. Obraz doczekał się prequela pt. Matka Ellinga (2003) oraz sequela Elsk meg i morgen (2005). Popularność obu tych filmów nie wyszła poza Norwegię.

## Adaptacje teatralne
W 2018 roku na scenie krakowskiego Teatru BARAKAH został wystawiony spektakl pt. Elling Axela Hellsteniusa (na podst. powieści Ingvara Ambjørnsena Bracia krwi) w reż. Any Nowickiej. 